# Gymnophora forticornis
Gymnophora forticornis är en tvåvingeart som beskrevs av Schmitz 1927. Gymnophora forticornis ingår i släktet Gymnophora och familjen puckelflugor.
Artens utbredningsområde är Paraguay. Inga underarter finns listade i Catalogue of Life.